# Schlacht bei Wilna
1914

Ostpreußische Operation (Stallupönen, Gumbinnen, Tannenberg, Masurische Seen) – Galizien (Kraśnik, Komarów, Gnila Lipa, Lemberg,
Rawa Ruska) – Przemyśl – Weichsel – Krakau – Łódź – Limanowa–Lapanow – Karpaten
1915

Humin – Masuren – Zwinin – Przasnysz – Gorlice-Tarnów – Bug-Offensive – Narew-Offensive – Großer Rückzug – Nowogeorgiewsk – Rowno – Swenziany-Offensive
1916

Naratsch-See – Brussilow-Offensive – Baranowitschi-Offensive
1917

Aa – Kerenski-Offensive (Zborów) – Tarnopol-Offensive – Riga – Unternehmen Albion
1918

Operation Faustschlag – Krim
Die Schlacht bei Wilna fand zwischen dem 26. August und dem 29. September 1915 an der nördlichen Ostfront statt. Die dabei am 9. September eingeleitete Swentziany-Offensive, (heute Švenčionys, Litauen) war eine von deutschen Truppen angesetzte Umfassungsoperation des Ersten Weltkrieges, an der eine große Anzahl von Kavallerieverbänden zum Einsatz kam. Nachdem das zaristische Oberkommando die gegnerische Absicht erkannte, gab sie ihre starken Stellungen bei Wilna rechtzeitig auf und ging in Abstimmung des Großen Rückzuges auf die Linie Postawy – Narotsch – Smorgon zurück. Die deutsche Umfassung war zwar operativ missglückt, Wilna wurde aber eingenommen und die Front Ende September begradigt.

## Vorgeschichte
Bis zum 18. August 1915 hatte die deutsche 10. Armee unter Generaloberst von Eichhorn die Festung Kowno zur Kapitulation gezwungen und am 26. August wurden die Operationen gegen Wilna eingeleitet. Nach den Vorgaben des Oberbefehlshabers Ost und seines Generalstabschefs Ludendorff sollte durch das Höhere Kavallerie-Kommando 6 unter dem Befehl von Generalleutnant von Garnier eine Umfassung des nördlichen russischen Flügels angesetzt werden. Ziel war der Vorstoß in den Rücken der beiderseits von Wilna haltenden russischen 10. Armee und der Durchbruch der Reiterei in Richtung des Bahnknotenpunktes Molodetschno, der für russische Verstärkungen aus dem Osten abgeriegelt werden sollte. Ferner sollte die Umfassung weiteres Vorgehen auf Minsk und die Einnahme von Riga ermöglichen. Das Höhere Kavallerie-Kommando 6 war hierfür auf dem Nordflügel der deutschen 10. Armee eingesetzt und bestand aus der 1., der 3. und der 9. Kavallerie-Division. Zeitweise trat auch die 4. Kavallerie-Division zu dem Verband hinzu.
Die russische 10. Armee unter General Radkewitsch machte beiderseits Wilna und an der Willia Front nach Westen und wurde von Norden nach Süden durch das Gardekorps, das Sibirische 3. Armeekorps, das Kaukasische V. und dem II. und V. Armeekorps gebildet, zudem stand das II. Kavalleriekorps zur Verfügung. Zum Schutze des Hauptquartiers der Westfront in Minsk hatte General Ewert eine neue 2. Armee (General der Infanterie Smirnow) formiert, welche sich an der Linie Smorgon – Lida – Molodetschno mit dem XIV., XXVI., XXXVI. und IV. Sibirischen Armeekorps versammelte.

## Ablauf

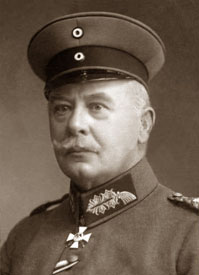
Otto von Garnier

Das Kavallerie-Korps Garnier drängte in der ersten Phase des Angriffes russische Kavallerie ab 9. September nördlich von Schirwinty nach Nordosten auf Uzjany zurück.
An diesem Abschnitt wurde der Südflügel der russischen 5. Armee gerade durch Kavallerie gefestigt. Die 9. deutsche Kavalleriedivision übernahm vor Uzjany den Flankenschutz für die deutsche Njemenarmee unter Otto von Below, die zeitgleich nördlich der deutschen 10. Armee den Vormarsch auf Dünaburg aufgenommen hatte.
Die deutsche 4. und 1. Kavallerie-Division befand sich zu Beginn der Operation nördlich der Wilia bei Kiemiele. Die Korpsgruppe von Eben (I. Armee-Korps) folgte dahinter in den Raum zwischen den Seen von Maliaty und Schirwinta nach. General von Eben sollte mit dem rechten Flügel (58. Infanterie-Division und 10. Landwehr-Division) direkt auf den Bahnübergang Ljudjuna vorgehen. Der linke Flügel Ebens, die 2. Infanterie-Division unter Generalleutnant von Falk, erreichte in den folgenden Tagen die Seen östlich von Dubinki, näherte sich dem Scheimjana-Abschnitt und der großen Bahnlinie nach Dünaburg, auf die zeitgleich der rechte Flügel der deutschen Njemenarmee vorging.
Im Anschluss nach Süden hatte die 42. Infanterie- und 77. Reserve-Division der Gruppe Hutier bei Njemenczyn zur Wilia einzuschwenken, wo sie auf starken Widerstand der Sibirier und der russischen Gardetruppen traf und sich daran völlig festrannte. Südlich davon waren die 115., 31. Infanterie-Division und die Division „Zenker“ im Vorgehen auf die Provinzhauptstadt Wilna, während von der Gruppe Litzmann zunächst nur die 3. und 76. Reserve-Division unterstützen konnte, weil die 75. Reserve-Division noch von Wilkomir im Anmarsch war.
Am 13. September setzte das deutsche Kavallerie-Korps über Swentziany zum Eindrehen nach Südosten an. Die 4. Kavallerie-Division unter General von Hofmann griff Soly an und konnte es am 16. September einnehmen. Von Soly ausgehend rückten die Regimenter der 4. Kavallerie-Division im Anschluss Richtung Südwesten vor, hier trafen sie auf starke Truppenverbände der russischen 2. Armee und mussten daher eiligst nördlich bis Smorgon zurückweichen. In der Nacht zum 18. September räumten die russischen Streitkräfte überraschend und kampflos Wilna, durch das Zurückweichen entzogen sie sich der sich abzeichnenden Einschließung.
Generalleutnant von Garnier erhielt am 22. September Befehl, mit der nachgeführten 9. und der Bayerischen Kavallerie-Division (Generalleutnant von Hellingrath) die linke Armeeflanke nach Osten zu verstärken und mit der 1. Kavallerie-Division weiter in den Rücken der russischen Verbände zu gehen. Dazu kam es nicht mehr, die Russen nahmen am selben Tag den vorgesehenen Sammelpunkt Sosenka; dadurch war die südlich vorgehende deutsche Kavallerie selbst gefährdet. Die 4., 9. und die Bayerische Kavallerie-Division sollten am 26. September gegen russische Kavallerie vor Dolhinow vorgehen. In der Zwischenzeit konnte das zaristische Oberkommando mit Gegenangriffen beginnen, die beabsichtigte Umfassung der deutschen Kavallerie war hiermit endgültig gescheitert. Die eigene Truppenstärke erwies sich als nicht ausreichend, um eine derartige Unternehmung weiterzuführen. Trotz der heftigen Angriffe der russischen Truppen an der Linie Kamininka – Dolhinow – Milcza gelang die Loslösung der von Generalleutnant von Garnier befehligten Truppen am 27. September vom Gegner. In der Zeit vom 28. bis 30. September wich dann das Kavallerie-Kommando VI staffelweise auf die neue Linie Miadziol-See – Postawy zurück, um den noch offenen linken Flügel der 10. Armee zu decken.

## Folgen
Am 18. September hatte die deutsche 10. Armee unter General von Eichhorn Wilna besetzt und gelangte bis zum 25. September in den Raum westlich von Smorgon.
Als Ergebnis der Kämpfe im Raum Wilna konnten von den Deutschen bedeutende Geländegewinne erzielt werden. Die Front begradigte sich im Herbst durch weitere russische Rückzugsbewegungen insofern, als das deutsche XXI. Armee-Korps etwa an der litauischen Seenlinie zwischen Postawy, Narotsch und Swir-See zum Stellungskrieg überging und im Anschluss daran das XXXX. Reserve-Korps die Frontlinie über Smorgon nach Süden verlängerte.
Wilhelm Groener betonte jedoch die Grenzen taktischen Erfolgs, am 22. und 24. September 1915 notierte er: „Die Kulissenschieberei geht weiter […] Es fehlt eben die aus der Tiefe herbeigeführte, alles überwältigende Kraft der wahren operativen Umfassung […] Es liegt nichts Grandioses in der Operation. So schön das Bild des Sackes auf der Karte aussieht, es ist keine Kraft dahinter, um ihn zuzuziehen […]. Die umfassende Operation Ludendorff-Hindenburg ist endgültig mißglückt.“ Dies bezog sich darauf, dass es den Russen am 23. September 1915 durch einen Gegenangriff nördlich von Wilejka endgültig gelang, die vom deutschen Generalstab geplante Umfassung großer Truppenteile zu verhindern.
Im März 1916 wurde genau an diesem neuen Frontabschnitt die russische Narotsch-Offensive eingeleitet, welche vollständig scheiterte.